# 서울불암초등학교
서울불암초등학교(佛岩初等學校)는 대한민국 서울특별시 노원구 중계본동에 위치한 공립 초등학교이다.

## 학교 연혁
- 1993년 11월 1일: 서울불암국민학교 개교
- 1996년 3월 1일: 서울불암초등학교로 교명 개칭
- 2023년 11월 1일: 개교 30주년

## 참고 자료
- 서울불암초등학교 - 한국교육학술정보원 학교알리미